# Erik Frestadius
Erik Julin Frestadius, född 28 juli 1860 i Maria Magdalena församling, Stockholms stad, död 15 april 1917 i Oscars församling, Stockholms stad, var en svensk militär och idrottsfrämjare.

## Biografi
Erik Frestadius var son till konsuln Anders Wilhelm Frestadius och sonson till Anton Wilhelm Frestadius. Han genomgick fäktskolan i Joinville-le-Pont, blev därefter 1853 löjtnant och var 1895–1910 kapten och tygofficer vid Svea artilleriregemente. Frestadius var engagerad inom en mängd olika områden av svensk sport och idrott. Han var en av Viktor Balcks närmaste medarbetare och med om att stifta, driva fram och leda en rad viktiga organisationer, bland annat Militär idrotts stockholmsdistrikt 1893 (han var ordförande i dess verkställande utskott 1899–1907), Svenska Livräddningssällskapet 1898 (han var styrelseledamot där från starten fram till sin död) och Sveriges militära idrottsförbund 1909 (där han var ledamot av verkställande utskottet 1909–1911). Frestadius var även från 1899 vice ordförande i styrelsen för Föreningen för skidlöpningens främjande i Sverige (nuvarande Friluftsfrämjandet) och lade ned mycket arbete inom Svenska Sällskapet för Räddning af Skeppsbrutne 1907–1915 och Kungliga Svenska Segelsällskapet 1905–1912. 1899–1916 var han direktör för Militärsällskapet i Stockholm, från 1901 till hörde han Nordiska spelens organisationskommitté och fungerade vid Olympiska spelen i Stockholm 1912 fungerade han som en slags klubbmästare. Frestadius förenade sitt intresse för idrott med en stor sällskapstalang och var en uppskattad som såväl gäst som festfixare och gick under smeknamnet "Farbror Nalle". En minnessten över honom vid Fiskartorpet 1939.